# Rourky

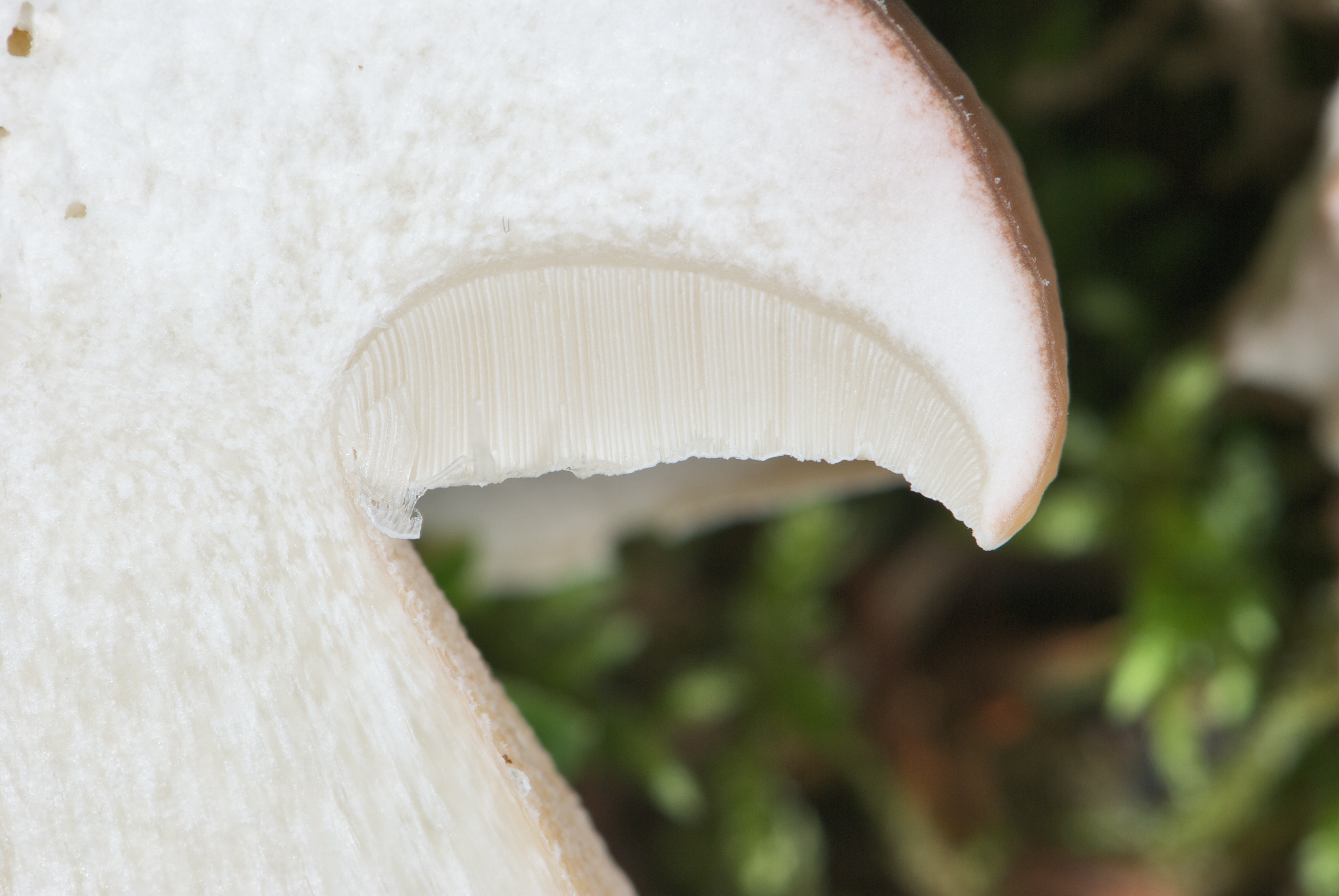
Rourky hřibu smrkového na podélném řezu

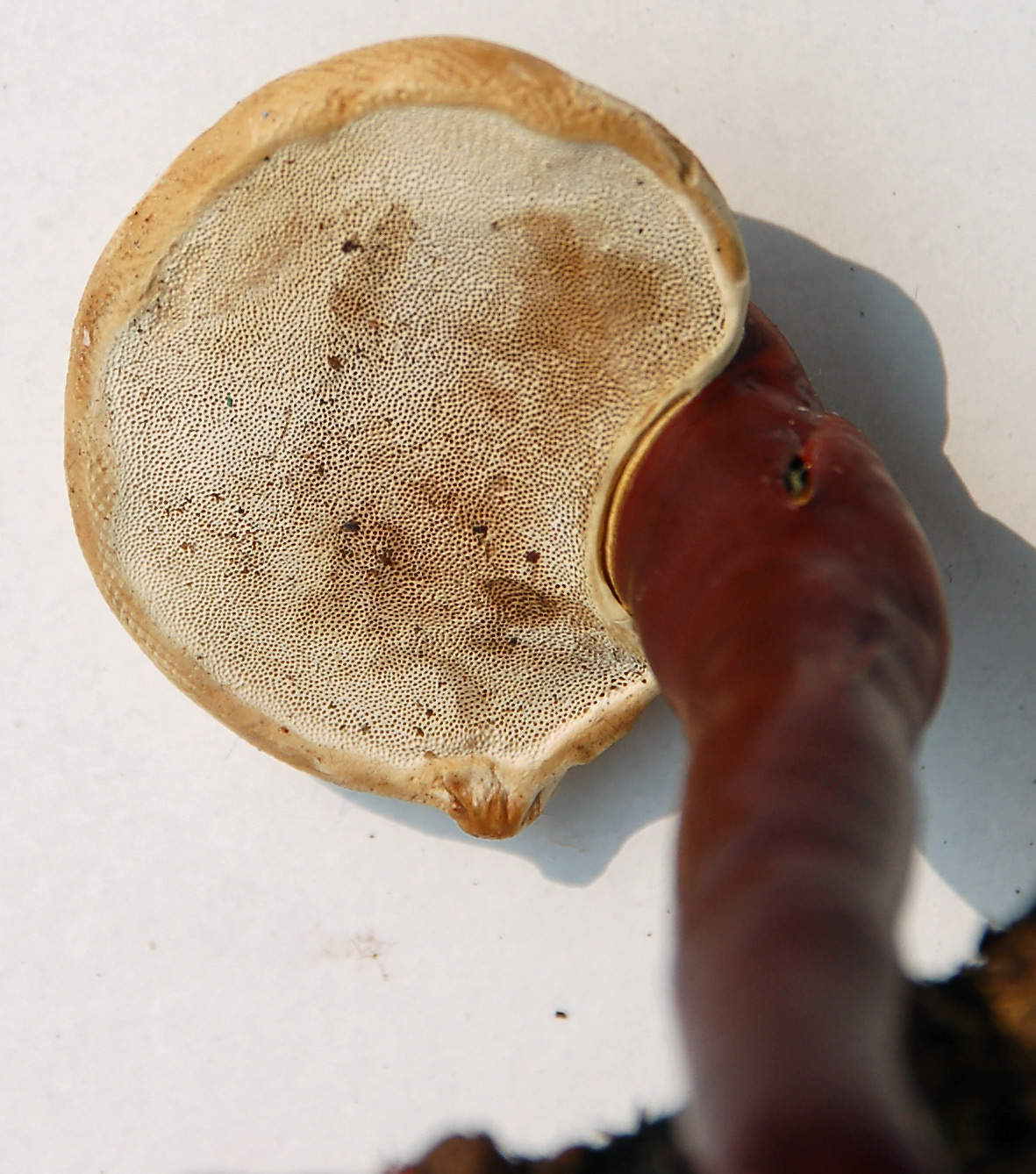
Póry rourek lesklokorky lesklé

Rourky (dříve též trubičky, trubky nebo rourky výtrusorodné) jsou typ hymenoforu, který je typický pro hřibovité houby a některé druhy chorošů. Mají podobu do výšky protažené síťky a tvarem připomínají včelí plástev. Vnitřní povrch jednotlivých rourek je vystlán výtrusorodým rouškem – hymeniem. Přepážky oddělující rourky se jmenují dissepimenta a tvoří je pletivo zvané roušková trama.
Rourky zpravidla kryjí celý spodní povrch klobouku. U některých druhů hřibovitých hub sestupuje až na třeň, kde tvoří tzv. síťku. Volná zakončení rourek jsou nazývána ústí rourek neboli póry. V případě hřibovitých hub (především sekce Luridi a Erythropodes) se barva rourek a pórů může lišit.